# Dialetto pinetano
Il dialetto pinetano (o pinaitro) è un idioma che rientra nei dialetti trentini ed è parlato sull'Altopiano di Piné (comuni di Baselga di Piné e Bedollo); ve ne sono rare tracce anche nei comuni di Fornace e Lona-Lases, un tempo parte della Magnifica Comunità Pinetana.
È una particolare variante di dialetto rustico trentino in quanto, oltre a presentare tratti veneti e lombardi come i restanti dialetti trentini, presenta anche una serie di germanismi, anche di origine mochena, ladinismi (simili e però meno presenti rispetto a quelli riscontrati nell'adiacente Valle di Cembra), un'elevata presenza di termini rurali e vocali turbate, che tuttavia si stanno col tempo limitando alla popolazione anziana e alcuni, seppur pochi, termini peculiari non presenti negli altri dialetti trentini o presenti in forme non del tutto simili.
I germanismi di origine mochena sono dovuti al fatto che dal XIV secolo al XVII secolo, durante le colonizzazioni mochene, alcuni minatori germanici, oltre che nell'adiacente Valle dei Mocheni, si stanziarono anche in alcune zone dell'Altopiano, per poi divenire completamente riassorbiti dai Trentini entro la fine del XVII secolo. Testimonianza della colonizzazione mochena avvenuta anche a Piné sono date dai cognomi Sighel, Plancher, Moser, Erspan, Pueli (estinto), Rauten (estinto), Valt (estinto) e Groff ampiamente diffusi nelle frazioni di Miola, Faida e Montagnaga del comune di Baselga di Piné e nella frazione di Regnana del comune di Bedollo (Groff) e soprattutto dalla presenza di innumerevoli toponimi di origine germanica (Granéch, Prunachèl, Pròn, Gostéch, Bìsel, Postel, Erspan, Pùel, Ràuta, Ebeni, Gronlait - da non confondersi con l'omonimo monte che si eleva in Val dei Mocheni-, Biz Bìsel, Clinga, Làita, Lìta, Pùfel, Lém, Lejen, e molte altre decine di esempi), dei quali uno viene tuttora appellato con l'articolo di origine germanica (in dé Pròn,  - nella sorgente).
Nel dialetto pinetano si riscontrano maggiormente tre zone: la zona di Montagnaga - paese più a sud del pinetano - e Faida che presentano notevoli influssi dal dialetto perginese; la zona di Miola e Baselga nella quale resistono i tratti più rustici e conservativi e la zona di Bedollo, presso la quale si riscontrano meno tratti rustici ma anche la presenza di vocaboli arcaici maggiormente ascrivibili al ladino, vista anche la maggiore vicinanza alle valli di Cembra e Fiemme.
La mancata assibilazione caratterizza maggiormente questo dialetto. Fenomeno di tipo ladino che però è ascrivibile anche al lombardo alpino, in quanto costituisce un tratto fortemente conservativo (gran parte delle parole trentine che iniziano con z, in pinaitro iniziano per c o g: zugar/giugar, zenar/cenar, zirezar/ciaresar,....) .